# Адсорбційна колона
Адсорбційна колона — тепломасообмінний апарат для розділення газових сумішей шляхом вибіркового вбирання їх окремих компонентів рідким абсорбентом. Застосовується для осушування і очищення природних газів під час виробництва сірчаної кислоти, хлору, аміаку та ін..

## Застосування
Застосовується при вилученні з газів і рідин різних речовин, що містяться в невеликих концентраціях; летючих розчинників з їх сумішей з повітрям або яким-небудь газом, в процесах осушення і очищення природних газів і т.п. Як адсорбенти використовуються тверді пористі речовини з великою питомою поверхнею - активоване вугілля, цеоліти, силікагель, іонообмінні смоли (іоніти) і ін. На поверхні або в порах адсорбенту відбувається концентрування отриманих компонентів.

## Види
Розрізняють адсорбційні колони з нерухомим шаром адсорбенту, в яких адсорбція здійснюється періодично (поновлюється після десорбції),та з рухомим або "киплячим" шаром, в яких поглинання відбувається безперервно. В адсорбційних колонах періодично діючий адсорбент розташовується на горизонтальній решітці.
Після насичення адсорбенту, що визначається після початку проникнення поглинаються речовини (газу або рідини), проводиться десорбція, а потім процес поновлюється. Якщо до складу установок входять кілька адсорбційних колон, то робота може бути організована по безперервному циклу. У такому випадку колони працюють по черзі.

В адсорбційних колонах з рухомим шаром адсорбент безперервно переміщається по колоні зверху вниз під дією сили тяжіння, а назустріч йому піднімається газ або рідина, при цьому у верхній частині відбувається адсорбція, а в нижній - десорбція (під дією нагрівання). Продукти десорбції виводяться з колони. Для отримання "киплячого" шару адсорбенту в адсорбційних колонах подається газ який надходить знизу. Проходячи через решітку, на якій лежить тонкий шар адсорбенту, газ перетворює його в псевдозріджений стан. Адсорбент безперервно надходить зверху та після відпрацювання видаляється для десорбції.